# 게르마니아 수페리오르

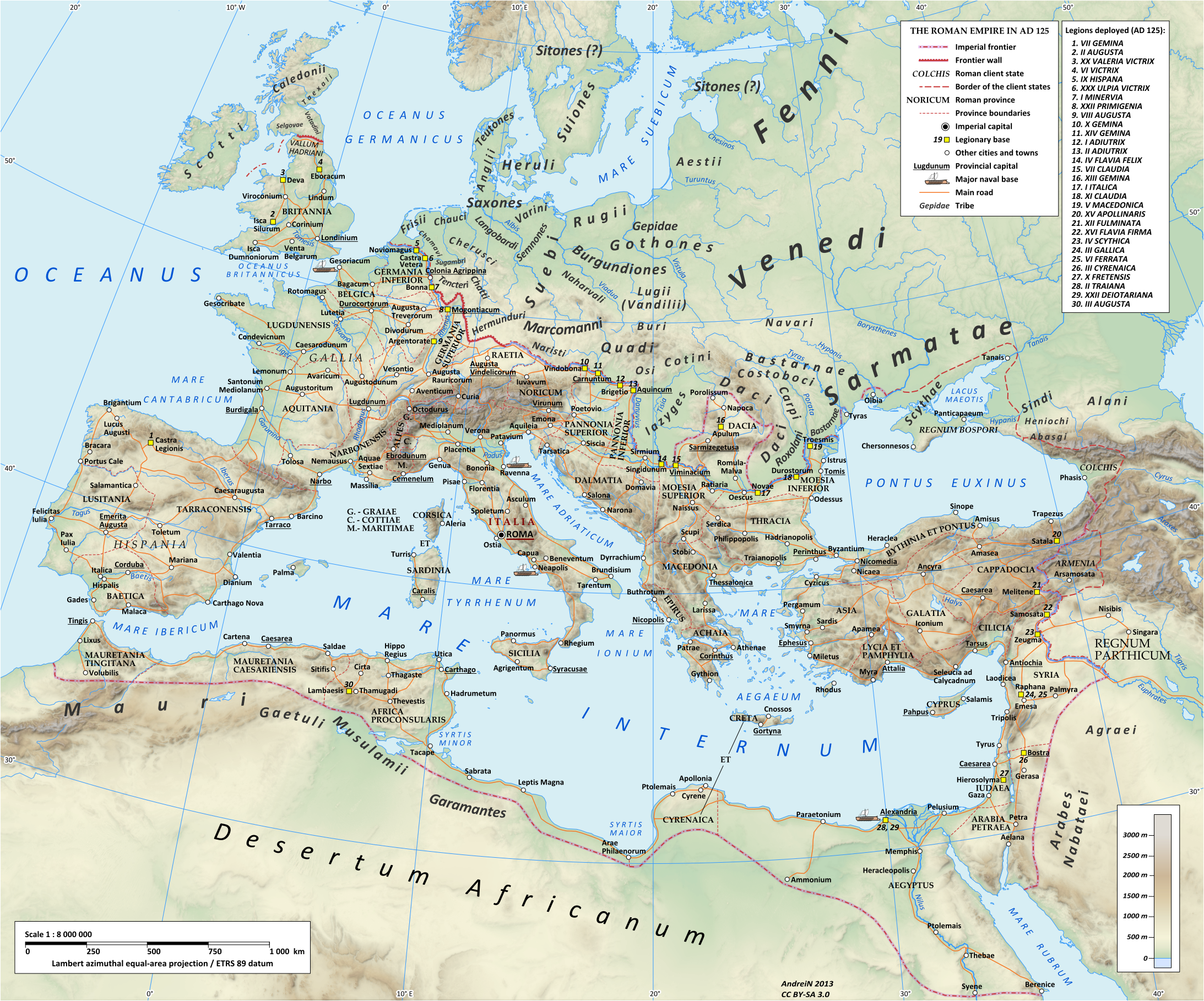
하드리아누스 시기 (재위 117-138년)의 로마 제국으로, 라인강 상류에 있는 게르마니아 수페리오르 황제 속주 (프랑슈콩테/알자스로렌/바덴뷔르템베르크) 및 125년에 그곳에서 주둔한 두 개의 군단을 나타낸다.

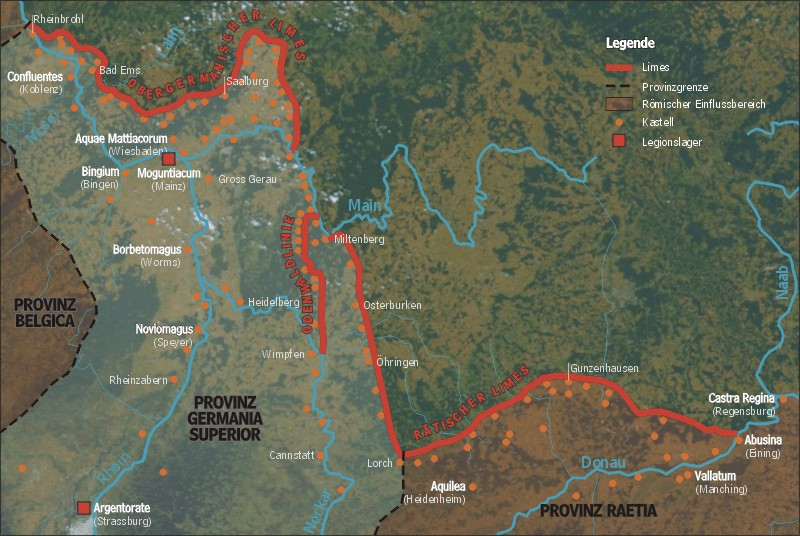
리메스 게르마니쿠스가 있는 속주의 북쪽 지역.

게르마니아 수페리오르  (Germania Superior, "상 게르마니아")는 로마 제국의 황제 속주이다. 오늘날의 스위스 서부와 프랑스의 쥐라와 알자스, 독일의 남서쪽 지역으로 구성되었다. 주요 도시들에는 브장송 (베손티오), 스트라스부르 (아르겐토라툼), 비스바덴 (아쿠아이 마티아카이), 그리고 게르마니아 수페리오르 중심지인 마인츠 (모곤티아쿰) 등이 있었다. 미틀라인을 포함했고, 리메스 게르마니쿠스 및 남동쪽으로 라이티아의 알프스와 경계를 이뤘다. 아우구스투스 재위 이래로 이 지역이 군대에 점령되기는 했지만, 게르마니아 수페리오르는 게르마니아 인페리오르와 함께 서기 85년까지 공식적인 속주는 아니었다.

## 기원

### 초기 로마 관계
"상게르마니아" 및 "하게르마니아"라는 용어들은 율리우스 카이사르의 갈리아 전쟁기에 등장하지는 않으나, 카이사르는 그 지역에 사는 사람들이, 로마인들이 게르마니 키스르헤나니라 부르던 부족에 사용된 용어인, 게르마니 (Germani)라 칭해졌고, 게르마니아라는 명칭이 이 지역에 살던 다른 토착민들을 칭하기 위해 적용된 것으로 보이는, 기록들을 남겼다. 하게르마니아에는 벨가이족들이 거주했었고, 상게르마니아에는 헬베티족, 세쿠아니족, 레우키족, 트레베리족 등의 갈리아계 부족들이 살았으며, 미틀라인의 북쪽 기슭에는 기원전 58년에 카이사르에게 격퇴당한 아리오비스투스의 명령으로 베손티오를 점령하려 했던 게르만족의 잔존 세력들이 있었다. 로마인들은 그 이후로 이 지역을 포기한 적이 없었다. 카시우스 디오가 전하길 (53.12), 옥타비아누스 황제는 그의 재위 초기 5년 동안 (기원전 28-23년)에, 그는 주요 원로원 속주들이 공격에 위협에 놓였고 질서를 회복하는 데 필요한 병력들을 홀로 통솔한다는 것을 근거로 주요 원로원 속주들을 직접 관리하려 했다. 이 속주들은 원로원에서 선출된 프로콘술들이 10여 년 간을 있는 뒤에 원로원에 반환될 예정이었다.
이러한 속주들에는 상게르마니아가 있었다. 그리고 분명히 공화국 말년에 속주가 되었다. 타키투스는 또한 그의 《편년사》(3.41, 4.73, 13.53)에 게르마니아 수페리오르를 언급하기도 했다. 카시우스 디오는 이 당시에 하게르마니아의 명칭에 사용된 벨기카 (Belgica)에 아마 받은 인상 때문에 게르만 부족들을 켈트족이라 보았다. 디오는 경계에 대해선 언급하지만 않았지만, 그는 상게르마니아가 라인강의 수원 지역까지 뻗어있다고 보았다. 그가 콘스탄스 호수가 있는 스위스의 라인강 상류를 알고 있었는지에 대해선 확실치 않다. 오늘날에는 상게르마니아를 통과하는 라인강의 구역을 미틀라인이라 부른다.

### 제국의 경계
아우구스투스는 게르마니아 중부 지역 모두를, 게르마니아 마그나 (Germania Magna)라고 하는 하나의 속주로 통합시킬 계획을 세웠다. 그러나 이 계획은 토이토부르크 숲 전투에서 게르만 부족민들로 인해 좌절되고 만다. 아우구스투스는 라인강-다뉴브강을 경계로 제국을 제한하기로 결정하기로 한다. 이후에 이 경계를 따라 지속적인 분쟁이 발생했고, 로마인들이 보복성의 원정들을 감행하거나 게르마니아 수페리오르를 요새화하게 하였다.
기원전 12년쯤에, 크산텐 (카스트라 베테라, Castra Vetera)와 마인츠 (모곤티아쿰, Mogontiacum)에 드루수스가 활용했던, 주요 주둔지가 존재했었다. 요새 체계는 이 주둔지를 주변으로 서서히 발전했다. 69–70년에, 라인강과 다뉴브강을 따라 있는 모든 로마의 방어시설들이 게르만족의 침입 및 내전으로 파괴되었다. 이 폭력적이지만 일시적인 사회적 소동이 일단락될 무렵에, 방어시설들은 마인츠와 아우구스부스크 (아우구스타 빈델리코룸, Augusta Vindelicorum)을 연결하는 도로와 함께 이전보다 더욱 거대해졌다.
도미티아누스는 83–85년에, 프랑크푸르트의 북쪽에 있던 카티족 (헤센주는 이들의 이름에서 따 붙여졌다)을 상대로 전쟁을 벌였다. 이 시기에 제1선, 혹은 지속적으로 요새화돤 국경이 건설되었으며,  시야가 확보된 지역, 실용적인 팰리세이드, 교차로에 있는 목제 감시탑과 요새들로 구성되었다. 이 체계는 90년경에 길이가 최대에 이르렀다. 로마의 도로는 오덴발트를 통과했고 보조도로망도 모든 요새와 감시탑을 연결했다.

서기 3세기의 게르마니아 수페리오르 및 게르마니아 인페리오르.

### 방어 전략
리메스를 관리하는 방식은 상대적으로 단순했다. 전략적인 관점에서, 라인강과 다뉴브강 사이의 공간인 아그리 데쿠마테스는 아리오비스투스 휘하의 게르만족들이 차지하려 했던, 켈트족과 게르만족 사이 경계에 돌출부를 제공했다. 이 돌출부는 강 전체를 따라 인구 밀도가 높은 켈트족 거주지를 둘로 나누었다. 침입자들은 슈바르츠발트 (검은숲)에 몸을 숨겨 이동할 수 있었다. 이에 따라 로마의 방어 활동은 돌출부의 근거지를 주로 하고, 무장된 간선도로를 방어하지 않으며 전선을 짧게 하는 것이었다.
이 체계의 핵심은 masse de manoevre 혹은 전략적 병력들이 위치한 모곤티아쿰의 거점의 능력이었다. 검은숲을 따라 있는 로마의 요새들은 상대적으로 가볍게 방어되어 있었기에 이러한 까닭으로 알레마니족들에게 자주 불태워졌다. 하지만 이 로마군은 사전 예방 전략을 시행했다. 이 전략을 통보 받은 로마 군단은 마인츠 혹은 스트라스부르, 또는 다른 쪽의 아우구스부스크에서 예방적이면서 보복적인 원정들을 감행했다.
이 전체 체계는 모군티아쿰에 배치된 중무장 병력들이 있을 때에만 성공적일 수 있었다. 고정된 방어시설들만으로는 고대나 현대에서나 많은 방어 능력이 있지 않았다. 공격을 위한 다른 병력들이 필요했다. 기껏해야 이 방어시설들은 반격이 이뤄질 때까지 경고하거나 지연하는 역할들을 수행했다.
그후의 평화로운 시절에, 리메스는 리메스만의 임시적 성격을 상실했다. 비키 (Vici) 혹은 지역사회가 로마의 요새 주위로 발달했다. 150년쯤에, 리메스의 감시탑과 주둔지들이 돌로 재건 보강되었다. 이때 병사들은 프레스코화로 장식된 질좋은 돌벽으로 된 병영에서 거주했다. 게르만족 문명도 발달하였다. 카이사르가 아리오비스투스를 위해 싸웠던 수에비족의, 질낮은 나무로 된 오두막이 불타고 있다고 묘사한 반면에, 이 시기의 카티족과 알레마니족은 리메스 주위의 아늑한 로마화된 마을들에서 거주했다.
게르마니아 수페리오르는 90년에 황제 속주로 재설치되었고, 갈리아 루그두넨시스 속주에서 많은 영토를 가져갔다. 게르마니아 수페리오르의 가장 유명한 집정관 중 한 명은 미래의 황제인 트라야누스로, 96년부터 98년에 황제 즉위 때까지 속주를 관리했다. 헬베티족 정착 지역도 게르마니아 수페리오르 속주의 일부가 되었다.

## 속주의 폐지
400년 이후로, 로마가 50년간에 서서히 최북단쪽의 속주들에 대한 통제력을 상실함에 따라, 게르마니아 수페리오르 속주의 남쪽 지역 (스위스)은 5세기 초에 부르군트 일부가 되기 이전에, 막시마 세쿠아노룸 속주로 통합되었다. 북쪽 지역들은 알레만니아의 일부가 되었다.

## 게르마니아 수페리오르 총독 목록
- 가이우스 실리우스: 14–16년
- 그나이우스 코르넬리우스 렌툴루스 가이툴리쿠스: 29–39년
- 폼포니우스 세쿤두스: 50-54년
- 호르데오니우스 플라쿠스: 서기 69년[4]
- 가이우스 딜리우스 보쿨라: 69–70년
- 아피우스 안니우스 갈루스: 70–71/72년[a]
- 그나이우스 피나리우스 코르넬리우스 클레멘스: 72–75년
- 퀸투스 코르넬리우스 루푸스: 79/80–82/83년
- 루키우스 안토니우스 사투르니누스: 87/88–88/89년
- 가이우스 옥타비우스 티디우스 토시아누스 루키우스 야볼레누스 프리스쿠스: 89/90-91/92년
- 섹스투수 루시아누스 프로쿨루스: 93–96년[5][6]
- 마르쿠스 울피우스 트라야누스: 96–97년, 트라야누스라 더 잘 알려짐
- 루키우스 율리우스 우르수스 세르비아누스: 97/98년
- Ignotus: 110/111–111/112년
- Kan[us Junius Niger] 116/117–117/118년[7]
- 가이우스 퀸크티우스 케르투스 포블리키우스 마르켈루스: 121년과 128년 사이
- [...]ius Celer 128/129-130/131
- 티베리우스 클라우디우스 쿠아르티누스 133/134-134/135
- 티투스 카이세르니우스 스타티아누스 c. 149 - c. 152[8]
- 가이우스 포필리우스 카루 페도: 152년경 - 155년경
- 루키우스 다수미우스 툴리우스 투스쿠스: 155년경 - 158년경
- 가이우스 아우피디우스 빅토리누스: 162년경 - 166년경
- 루키우스 빅토리누스 플라비우스 카일리아누스: 166년경 - 169년경
- 카일리아누스 프리스쿠스: 이름 불명확, 174년경 - 177년결
- 푸블리우스 코르넬리우스 아눌리누스: 177년경 - 180년경
- 마르쿠스 헬비우스 클레멘스 덱스트리아누스: 187년부터[9]
- 가이우스 카이소니우스 마케르 루피니아누스: 200년경 - 203년경[9]
- 티투스 스타틸리우스 바르바루스: 203년경[9]
- 퀸투스 아이아키우스 모데스투스 크레스켄티아누스: 206년경 - 209년[9]
- [...] Avitius: 213년 3월 28일로 확인됨[9]
- Quintus Junius [...] Quintianus: 213년 10월로 확인됨[9]
- 클라우디우스 아일리우스 폴리오: 218년경[9]
- 막시무스 아티아누스: 229년 3월 28일로 확인됨[9]
- 섹스투스 카티우스 클레멘티누스 프리스킬리아누스: 231년경[9]

## 키비타테스
- 라덴부르크 (Lopodunum) = Civitas Ulpia Sueborum Nicretum;
- 빔펜 = Civitas Alisinensium;
- 슈투트가르트-바드칸슈타트
- 로텐부르크 (Sumelocenna) = Civitas Sumelocennensis;
- 로트바일 (Arae Flaviae)
- 바덴바덴 (Aquae) = Civitas Aquensis;
- 마인츠 (Mogontiacum) = Civitas Aresacium;
- 보름스 (Borbetomagus) = Civitas Vangionum;
- 슈파이어 (Noviomagus) = Civitas Nemetum;
- 비스바덴 (Mattiacorum) = Civitas Mattiacorum;
- 헤던하임 (Nida) = Civitas Taunensium;
- 디부르크 = Civitas Auderiensium

## 같이 보기
- 게르만족 목록
- 알레만니족
- 헤르메우스 헬베티오룸

## 참고
1. ↑  슬래시로 분리된 두 숫자를 포함한 이 부분의 날짜 ("71/72"처럼)는 별개의 두 시기를 나타내는 것이 아니고, 두 다른 달력으로 표시된 같은 해를 나타낸다. Dual dating 참조.

## 추가 서적
- Valerie M. Hope: Constructing Identity: The Roman Funerary Monuments of Aquelia, Mainz and Nimes; British Archaeological Reports (16. Juli 2001) ISBN 978-1-84171-180-5